# Santiago (West Virginia)
Santiago is een gemeentevrij gebied in Taylor County in West Virginia. Het gemeentevrij gebied ligt 315 meter boven zeeniveau.